# Élections présidentielles sous la Cinquième République en Loir-et-Cher
 (juin 2024).
Depuis l'adoption de la Constitution de la Cinquième République française en 1958, dix élections présidentielles ont eu lieu afin d'élire le président de la République. Cette page présente les résultats de ces élections en Loir-et-Cher.

## Synthèse des résultats du second tour
Hormis en 1969, le Loir-et-Cher vote dans la tendance nationale jusqu'en 2002. En 2007 le département se droitise jusqu'à placer Nicolas Sarkozy en tête du second tour de l'élection de 2012. En 2017, Emmanuel Macron obtient 5,5 points de moins qu'au niveau national.
| année | Répartition des exprimés | Répartition des exprimés | Participation (% des inscrits) | Blancs ou nuls (% des votants) |

| 2017 | Emmanuel Macron (60,47 %) (France : 66,10 %) | Marine Le Pen (39,53 %) (France : 33,90 %) | 77,75 % (France : 77,77 %) | 2,14 % (France : 2,47 %) |

| 2012 | François Hollande (47,57 %) (France : 51,64 %) | Nicolas Sarkozy (52,43 %) (France : 48,36 %) | 82,81 % (France : 80,35 %) | 1,97 % (France : 5,82 %) |

| 2007 | Nicolas Sarkozy (55,92 %) (France : 53,06 %) | Ségolène Royal (44,08 %) (France : 46,94 %) | 85,28 % (France : 83,97 %) | 1,58 % (France : 4,20 %) |

| 2002 | Jacques Chirac (80,79 %) (France : 82,21 %) | J.-M. Le Pen (19,21 %) (France : 17,79 %) | 75,06 % (France : 79,71 %) | 3,86 % (France : 3,38 %) |

| 1995 | Jacques Chirac (51,8 %) (France : 52,64 %) | Lionel Jospin (48,2 %) (France : 47,36 %) | 81,65 % (France : 78,38 %) | 3,38 % (France : 2,81 %) |

| 1988 | François Mitterrand (54,96 %) (France : 54,02 %) | Jacques Chirac (45,04 %) (France : 45,98 % %) | 84,56 % (France : 81,35 %) | 2,59 % (France : 2,00 %) |

| 1981 | François Mitterrand (50,53 %) (France : 51,76 %) | Valéry Giscard d'Estaing (49,47 %) (France : 48,24 %) | 83,63 % (France : 81,09 %) | 2,06 % (France : 1,62 %) |

| 1974 | Valéry Giscard d'Estaing (51,41 %) (France : 50,81 %) | François Mitterrand (48,59 %) (France : 49,19 %) | 85,98 % (France : 84,23 %) | 1,1 % (France : 0,92 %) |

| 1969 | Georges Pompidou (48,07 %) (France : 58,21 %) | Alain Poher (51,93 %) (France : 41,79 %) | 78,73 % (France : 77,59 %) | 1,45 % (France : 1,29 %) |

| 1965 | Charles de Gaulle (53,14 %) (France : 55,20 %) | François Mitterrand (46,86 %) (France : 44,80 %) | 85,67 % (France : 84,75 %) | 1,34 % (France : 1,01 %) |

|  | ▲ |

## Résultats détaillés par scrutin

### 2017
Le premier tour de l'élection présidentielle de 2017 voit s'affronter onze candidats. Emmanuel Macron arrive en tête devant Marine Le Pen et tous deux se qualifient pour le second tour. Néanmoins, avec François Fillon et Jean-Luc Mélenchon, les scores des quatre candidats ayant recueilli le plus de voix sont serrés (4,43 points entre le 1er et le 4e). Pour la première fois, aucun des candidats des deux partis politiques pourvoyeurs jusque-là des présidents de la Ve République, n'est présent au second tour. Celui-ci se tient le dimanche 7 mai et se solde par la victoire d'Emmanuel Macron, avec un total de 20 753 798 bulletins de vote en sa faveur, soit 66,10 % des suffrages exprimés, face à la candidate du Front national, qui recueille 33,90 %. Le scrutin est néanmoins marqué par une forte abstention et par un record de votes blancs ou nuls. 
En Loir-et-Cher, Marine Le Pen arrive en tête du premier tour avec 25,12 % des exprimés, suivie de François Fillon (22,07 %), Emmanuel Macron (20,98 %), Jean-Luc Mélenchon (16,3 %) et Nicolas Dupont-Aignan (6,01 %). Au second tour, les électeurs ont voté à 60,47 % pour Emmanuel Macron contre 39,53 % pour Marine Le Pen avec un taux de participation de 77,75 % des inscrits.
|             | FN          | Marine Le Pen         | 48 662  | 25,12 %    | 65 896  | 39,53 %    |  |  |
|             | LR          | François Fillon       | 42 756  | 22,07 %    |         |            |  |  |
|             | EM          | Emmanuel Macron       | 40 639  | 20,98 %    | 100 789 | 60,47 %    |  |  |
|             | LFI         | Jean-Luc Mélenchon    | 31 576  | 16,3 %     |         |            |  |  |
|             | DLF         | Nicolas Dupont-Aignan | 11 646  | 6,01 %     |         |            |  |  |
|             | PS          | Benoît Hamon          | 10 956  | 5,66 %     |         |            |  |  |
|             | NPA         | Philippe Poutou       | 2 198   | 1,13 %     |         |            |  |  |
|             | RES         | Jean Lassalle         | 1 843   | 0,95 %     |         |            |  |  |
|             | LO          | Nathalie Arthaud      | 1 542   | 0,8 %      |         |            |  |  |
|             | UPR         | François Asselineau   | 1 516   | 0,78 %     |         |            |  |  |
|             | SP          | Jacques Cheminade     | 404     | 0,21 %     |         |            |  |  |
|             |             |                       |         |            |         |            |  |  |
|             |             |                       | Nombre  | % inscrits | Nombre  | % inscrits |  |  |
| Inscrits    | Inscrits    | Inscrits              | 245 321 |            | 245 294 |            |  |  |
| Abstentions | Abstentions | Abstentions           | 46 325  | 18,88 %    | 54 567  | 22,25 %    |  |  |
| Votants     | Votants     | Votants               | 198 996 | 81,12 %    | 190 727 | 77,75 %    |  |  |
|             |             |                       |         |            |         |            |  |  |
|             |             |                       |         | % votants  |         | % votants  |  |  |
| Blancs      | Blancs      | Blancs                | 3 692   | 1,5 %      | 17 948  | 7,32 %     |  |  |
| Nuls        | Nuls        | Nuls                  | 1 566   | 0,64 %     | 6 094   | 2,48 %     |  |  |
| Exprimés    | Exprimés    | Exprimés              | 193 738 | 78,97 %    | 166 685 | 67,95 %    |  |  |

### 2012
Hollande, désigné par le PS à la suite d'une primaire ouverte, devance Sarkozy dès le premier tour de l'élection présidentielle de 2012 : c'est la première fois qu'un président sortant est ainsi devancé. Au second tour, Sarkozy est battu mais par un écart plus faible qu'attendu.
En Loir-et-Cher, Nicolas Sarkozy arrive en tête du premier tour avec 28,35 % des exprimés, suivi de François Hollande (25,01 %), Marine Le Pen (20,88 %), Jean-Luc Mélenchon (9,85 %) et François Bayrou (9,76 %). Au second tour, les électeurs ont voté à 47,57 % pour François Hollande contre 52,43 % pour Nicolas Sarkozy avec un taux de participation de 82,66 % des inscrits.
|                | UMP            | Nicolas Sarkozy       | 55 944  | 28,35 %    | 98 275  | 52,43 %    |  |  |
|                | PS             | François Hollande     | 49 347  | 25,01 %    | 89 182  | 47,57 %    |  |  |
|                | FN             | Marine Le Pen         | 41 190  | 20,88 %    |         |            |  |  |
|                | FG             | Jean-Luc Mélenchon    | 19 437  | 9,85 %     |         |            |  |  |
|                | MoDem          | François Bayrou       | 19 256  | 9,76 %     |         |            |  |  |
|                | DLF            | Nicolas Dupont-Aignan | 4 213   | 2,14 %     |         |            |  |  |
|                | EELV           | Éva Joly              | 3 418   | 1,73 %     |         |            |  |  |
|                | NPA            | Philippe Poutou       | 2 594   | 1,31 %     |         |            |  |  |
|                | LO             | Nathalie Arthaud      | 1 384   | 0,7 %      |         |            |  |  |
|                | S&P            | Jacques Cheminade     | 518     | 0,26 %     |         |            |  |  |
|                |                |                       |         |            |         |            |  |  |
|                |                |                       | Nombre  | % inscrits | Nombre  | % inscrits |  |  |
| Inscrits       | Inscrits       | Inscrits              | 243 061 |            | 243 119 |            |  |  |
| Abstentions    | Abstentions    | Abstentions           | 41 785  | 17,19 %    | 42 153  | 17,34 %    |  |  |
| Votants        | Votants        | Votants               | 201 276 | 82,81 %    | 200 966 | 82,66 %    |  |  |
|                |                |                       |         |            |         |            |  |  |
|                |                |                       |         | % votants  |         | % votants  |  |  |
| Blancs ou nuls | Blancs ou nuls | Blancs ou nuls        | 3 975   | 1,97 %     | 13 509  | 6,72 %     |  |  |
| Exprimés       | Exprimés       | Exprimés              | 197 301 | 98,03 %    | 187 457 | 98,03 %    |  |  |

### 2007
Au premier tour de l'élection présidentielle de 2007, Sarkozy réussit à capter une partie des voix de Le Pen et arrive largement en tête. Royal est la première femme qualifiée pour le second tour d'une élection présidentielle. Elle est battue avec une avance de 6 points.
En Loir-et-Cher, Nicolas Sarkozy arrive en tête du premier tour avec 29,84 % des exprimés, suivi de Ségolène Royal (21,93 %), François Bayrou (19,42 %), Jean-Marie Le Pen (12,8 %) et Olivier Besancenot (4,54 %). Au second tour, les électeurs ont voté à 55,92 % pour Nicolas Sarkozy contre 44,08 % pour Ségolène Royal avec un taux de participation de 85,42 % des inscrits.
|                | UMP            | Nicolas Sarkozy      | 60 251  | 29,84 %    | 109 232 | 55,92 %    |  |  |
|                | PS             | Ségolène Royal       | 44 272  | 21,93 %    | 86 101  | 44,08 %    |  |  |
|                | UDF            | François Bayrou      | 39 214  | 19,42 %    |         |            |  |  |
|                | FN             | Jean-Marie Le Pen    | 25 839  | 12,8 %     |         |            |  |  |
|                | LCR            | Olivier Besancenot   | 9 164   | 4,54 %     |         |            |  |  |
|                | MPF            | Philippe de Villiers | 6 918   | 3,43 %     |         |            |  |  |
|                | GPA            | Marie-George Buffet  | 3 648   | 1,81 %     |         |            |  |  |
|                | CPNT           | Frédéric Nihous      | 3 343   | 1,66 %     |         |            |  |  |
|                | Les Verts      | Dominique Voynet     | 3 108   | 1,54 %     |         |            |  |  |
|                | LO             | Arlette Laguiller    | 3 034   | 1,5 %      |         |            |  |  |
|                | SE             | José Bové            | 2 358   | 1,17 %     |         |            |  |  |
|                | CNRSP          | Gérard Schivardi     | 749     | 0,37 %     |         |            |  |  |
|                |                |                      |         |            |         |            |  |  |
|                |                |                      | Nombre  | % inscrits | Nombre  | % inscrits |  |  |
| Inscrits       | Inscrits       | Inscrits             | 240 542 |            | 240 584 |            |  |  |
| Abstentions    | Abstentions    | Abstentions          | 35 400  | 14,72 %    | 35 074  | 14,58 %    |  |  |
| Votants        | Votants        | Votants              | 205 142 | 85,28 %    | 205 510 | 85,42 %    |  |  |
|                |                |                      |         |            |         |            |  |  |
|                |                |                      |         | % votants  |         | % votants  |  |  |
| Blancs ou nuls | Blancs ou nuls | Blancs ou nuls       | 3 244   | 1,58 %     | 10 177  | 4,95 %     |  |  |
| Exprimés       | Exprimés       | Exprimés             | 201 898 | 98,42 %    | 195 333 | 95,05 %    |  |  |

### 2002
Après cinq années de cohabitation, un duel est attendu entre Chirac et le Premier ministre Jospin lors de l'élection présidentielle de 2002, mais, à la surprise générale, ce dernier est devancé par Le Pen au premier tour. Au second tour, Chirac bénéficie du ralliement de la gauche et reçoit un score sans précédent. Il s'agit de la première élection pour un mandat de cinq ans et non plus sept.
En Loir-et-Cher, Jacques  Chirac arrive en tête du premier tour avec 19,06 % des exprimés, suivi de Jean-Marie  Le Pen (18,36 %), Lionel  Jospin (14,59 %), François Bayrou (7,5 %) et Jean  Saint-Josse (6,6 %). Au second tour, les électeurs ont voté à 80,79 % pour Jacques  Chirac contre 19,21 % pour Jean-Marie  Le Pen avec un taux de participation de 81,7 % des inscrits.
|                | RPR            | Jacques Chirac          | 32 004  | 19,06 %    | 144 757 | 80,79 %    |  |  |
|                | FN             | Jean-Marie Le Pen       | 30 818  | 18,36 %    | 34 422  | 19,21 %    |  |  |
|                | PS             | Lionel Jospin           | 24 494  | 14,59 %    |         |            |  |  |
|                | UDF            | François Bayrou         | 12 587  | 7,5 %      |         |            |  |  |
|                | CPNT           | Jean Saint-Josse        | 11 085  | 6,6 %      |         |            |  |  |
|                | LO             | Arlette Laguiller       | 10 191  | 6,07 %     |         |            |  |  |
|                | MC             | Jean-Pierre Chevènement | 8 131   | 4,84 %     |         |            |  |  |
|                | Les Verts      | Noël Mamère             | 7 154   | 4,26 %     |         |            |  |  |
|                | LCR            | Olivier Besancenot      | 7 095   | 4,23 %     |         |            |  |  |
|                | DL             | Alain Madelin           | 6 163   | 3,67 %     |         |            |  |  |
|                | PC             | Robert Hue              | 5 624   | 3,35 %     |         |            |  |  |
|                | MNR            | Bruno Mégret            | 4 038   | 2,41 %     |         |            |  |  |
|                | Cap21          | Corinne Lepage          | 3 003   | 1,79 %     |         |            |  |  |
|                | PRG            | Christiane Taubira      | 2 853   | 1,7 %      |         |            |  |  |
|                | FRS            | Christine Boutin        | 1 772   | 1,06 %     |         |            |  |  |
|                | PT             | Daniel Gluckstein       | 874     | 0,52 %     |         |            |  |  |
|                |                |                         |         |            |         |            |  |  |
|                |                |                         | Nombre  | % inscrits | Nombre  | % inscrits |  |  |
| Inscrits       | Inscrits       | Inscrits                | 232 656 |            | 232 654 |            |  |  |
| Abstentions    | Abstentions    | Abstentions             | 58 031  | 24,94 %    | 42 580  | 18,3 %     |  |  |
| Votants        | Votants        | Votants                 | 174 625 | 75,06 %    | 190 074 | 81,7 %     |  |  |
|                |                |                         |         |            |         |            |  |  |
|                |                |                         |         | % votants  |         | % votants  |  |  |
| Blancs ou nuls | Blancs ou nuls | Blancs ou nuls          | 6 739   | 3,86 %     | 10 895  | 5,73 %     |  |  |
| Exprimés       | Exprimés       | Exprimés                | 167 886 | 96,14 %    | 179 179 | 94,27 %    |  |  |

### 1995
Après une nouvelle cohabitation et alors que la droite est particulièrement divisée entre Chirac et le Premier ministre Balladur, Jospin réussit à arriver en tête au premier tour de l'élection présidentielle de 1995, malgré la très lourde défaite de la gauche aux législatives de 1993. Au second tour, il est battu par Chirac.
En Loir-et-Cher, Lionel Jospin arrive en tête du premier tour avec 22,68 % des exprimés, suivi d'Édouard  Balladur (20,09 %), Jacques Chirac (17,66 %), Jean-Marie Le Pen (15,36 %) et Robert Hue (8,54 %). Au second tour, les électeurs ont voté à 51,8 % pour Jacques Chirac contre 48,2 % pour Lionel Jospin avec un taux de participation de 81,75 % des inscrits.
|                | PS             | Lionel Jospin        | 40 834  | 22,68 %    | 83 952  | 48,2 %     |  |  |
|                | RPR            | Édouard Balladur     | 36 165  | 20,09 %    |         |            |  |  |
|                | RPR            | Jacques Chirac       | 31 800  | 17,66 %    | 90 219  | 51,8 %     |  |  |
|                | FN             | Jean-Marie Le Pen    | 27 653  | 15,36 %    |         |            |  |  |
|                | PC             | Robert Hue           | 15 370  | 8,54 %     |         |            |  |  |
|                | MPF            | Philippe de Villiers | 13 288  | 7,38 %     |         |            |  |  |
|                | LO             | Arlette Laguiller    | 8 879   | 4,93 %     |         |            |  |  |
|                | Les Verts      | Dominique Voynet     | 5 540   | 3,08 %     |         |            |  |  |
|                | S&P            | Jacques Cheminade    | 497     | 0,28 %     |         |            |  |  |
|                |                |                      |         |            |         |            |  |  |
|                |                |                      | Nombre  | % inscrits | Nombre  | % inscrits |  |  |
| Inscrits       | Inscrits       | Inscrits             | 228 208 |            | 228 164 |            |  |  |
| Abstentions    | Abstentions    | Abstentions          | 41 887  | 18,35 %    | 41 631  | 18,25 %    |  |  |
| Votants        | Votants        | Votants              | 186 321 | 81,65 %    | 186 533 | 81,75 %    |  |  |
|                |                |                      |         |            |         |            |  |  |
|                |                |                      |         | % votants  |         | % votants  |  |  |
| Blancs ou nuls | Blancs ou nuls | Blancs ou nuls       | 6 295   | 3,38 %     | 12 362  | 6,63 %     |  |  |
| Exprimés       | Exprimés       | Exprimés             | 180 026 | 96,62 %    | 174 171 | 93,37 %    |  |  |

### 1988
Après deux ans de cohabitation, Mitterrand affronte le Premier ministre Chirac lors de l'élection présidentielle de 1988. Le Pen obtient au premier tour un score jusque-là sans précédent pour un parti d'extrême droite. Au second tour, Mitterrand est facilement réélu.
En Loir-et-Cher, François Mitterrand arrive en tête du premier tour avec 35,55 % des exprimés, suivi de Jacques Chirac (19,35 %), Raymond Barre (18,22 %), Jean-Marie Le Pen (12,79 %) et André Lajoinie (6,4 %). Au second tour, les électeurs ont voté à 54,96 % pour François Mitterrand contre 45,04 % pour Jacques Chirac avec un taux de participation de 87,03 % des inscrits.
|                | PS                    | François Mitterrand | 63 492  | 35,55 %    | 99 674  | 54,96 %    |  |  |
|                | RPR                   | Jacques Chirac      | 34 562  | 19,35 %    | 81 686  | 45,04 %    |  |  |
|                | SE                    | Raymond Barre       | 32 550  | 18,22 %    |         |            |  |  |
|                | FN                    | Jean-Marie Le Pen   | 22 841  | 12,79 %    |         |            |  |  |
|                | PC                    | André Lajoinie      | 11 438  | 6,4 %      |         |            |  |  |
|                | Les Verts             | Antoine Waechter    | 5 579   | 3,12 %     |         |            |  |  |
|                | LO                    | Arlette Laguiller   | 3 973   | 2,22 %     |         |            |  |  |
|                | Communiste rénovateur | Pierre Juquin       | 3 449   | 1,93 %     |         |            |  |  |
|                | MPT                   | Pierre Boussel      | 721     | 0,4 %      |         |            |  |  |
|                |                       |                     |         |            |         |            |  |  |
|                |                       |                     | Nombre  | % inscrits | Nombre  | % inscrits |  |  |
| Inscrits       | Inscrits              | Inscrits            | 216 846 |            | 216 783 |            |  |  |
| Abstentions    | Abstentions           | Abstentions         | 33 485  | 15,44 %    | 28 124  | 12,97 %    |  |  |
| Votants        | Votants               | Votants             | 183 361 | 84,56 %    | 188 659 | 87,03 %    |  |  |
|                |                       |                     |         |            |         |            |  |  |
|                |                       |                     |         | % votants  |         | % votants  |  |  |
| Blancs ou nuls | Blancs ou nuls        | Blancs ou nuls      | 4 756   | 2,59 %     | 7 299   | 3,87 %     |  |  |
| Exprimés       | Exprimés              | Exprimés            | 178 605 | 97,41 %    | 181 360 | 96,13 %    |  |  |

### 1981
Lors de l'élection présidentielle de 1981, Giscard d'Estaing arrive en tête au premier tour et affronte, comme la fois précédente, Mitterrand. Pour la première fois, un président sortant est battu : Mitterrand devient le premier président de gauche de la Ve République.
En Loir-et-Cher, Valéry Giscard d'Estaing arrive en tête du premier tour avec 31,25 % des exprimés, suivi de François Mitterrand (25,53 %), Jacques Chirac (15,16 %), Georges Marchais (14,51 %) et Brice Lalonde (3,41 %). Au second tour, les électeurs ont voté à 51,41 % pour François Mitterrand contre 49,47 % pour Valéry Giscard d'Estaing avec un taux de participation de 88,44 % des inscrits.
|                | UDF            | Valéry Giscard d'Estaing | 53 259  | 31,25 %    | 88 227  | 49,47 %    |  |  |
|                | PS             | François Mitterrand      | 43 511  | 25,53 %    | 90 126  | 50,53 %    |  |  |
|                | RPR            | Jacques Chirac           | 25 838  | 15,16 %    |         |            |  |  |
|                | PC             | Georges Marchais         | 24 732  | 14,51 %    |         |            |  |  |
|                | MEP            | Brice Lalonde            | 5 805   | 3,41 %     |         |            |  |  |
|                | LO             | Arlette Laguiller        | 4 893   | 2,87 %     |         |            |  |  |
|                | Divers droite  | Michel Debré             | 4 077   | 2,39 %     |         |            |  |  |
|                | MRG            | Michel Crépeau           | 4 032   | 2,37 %     |         |            |  |  |
|                | Divers droite  | Marie-France Garaud      | 2 519   | 1,48 %     |         |            |  |  |
|                | PSU            | Huguette Bouchardeau     | 1 754   | 1,03 %     |         |            |  |  |
|                |                |                          |         |            |         |            |  |  |
|                |                |                          | Nombre  | % inscrits | Nombre  | % inscrits |  |  |
| Inscrits       | Inscrits       | Inscrits                 | 208 054 |            | 208 006 |            |  |  |
| Abstentions    | Abstentions    | Abstentions              | 34 049  | 16,37 %    | 24 052  | 11,56 %    |  |  |
| Votants        | Votants        | Votants                  | 174 005 | 83,63 %    | 183 954 | 88,44 %    |  |  |
|                |                |                          |         |            |         |            |  |  |
|                |                |                          |         | % votants  |         | % votants  |  |  |
| Blancs ou nuls | Blancs ou nuls | Blancs ou nuls           | 3 585   | 2,06 %     | 5 601   | 3,04 %     |  |  |
| Exprimés       | Exprimés       | Exprimés                 | 170 420 | 97,94 %    | 178 353 | 96,96 %    |  |  |

### 1974
L'élection présidentielle de 1974 est une élection anticipée à la suite de la mort de Pompidou. Mitterrand, candidat unique de la gauche, est largement en tête au premier tour devant Giscard d'Estaing, qui distance lui-même Chaban-Delmas. Au terme d'une campagne animée, marquée par un débat télévisé tendu, Giscard d'Estaing l'emporte avec une très courte avance.
En Loir-et-Cher, François Mitterrand arrive en tête du premier tour avec 40,5 % des exprimés, suivi de Valéry Giscard d'Estaing (31,25 %), Jacques Chaban-Delmas (12,61 %), Jean Royer (9,99 %) et Arlette Laguiller (2,88 %). Au second tour, les électeurs ont voté à 51,41 % pour Valéry Giscard d'Estaing contre 48,59 % pour François Mitterrand avec un taux de participation de 89,07 % des inscrits.
|                | PS             | François Mitterrand      | 59 669  | 40,5 %     | 73 772  | 48,59 %    |  |  |
|                | RI             | Valéry Giscard d'Estaing | 46 044  | 31,25 %    | 78 059  | 51,41 %    |  |  |
|                | UDR            | Jacques Chaban-Delmas    | 18 583  | 12,61 %    |         |            |  |  |
|                | SE             | Jean Royer               | 14 714  | 9,99 %     |         |            |  |  |
|                | LO             | Arlette Laguiller        | 4 243   | 2,88 %     |         |            |  |  |
|                | SE, écologiste | René Dumont              | 1 305   | 0,89 %     |         |            |  |  |
|                | FN             | Jean-Marie Le Pen        | 923     | 0,63 %     |         |            |  |  |
|                | MDSF           | Émile Muller             | 873     | 0,59 %     |         |            |  |  |
|                | FCR            | Alain Krivine            | 505     | 0,34 %     |         |            |  |  |
|                | MFE            | Jean-Claude Sebag        | 210     | 0,14 %     |         |            |  |  |
|                | NAR            | Bertrand Renouvin        | 200     | 0,14 %     |         |            |  |  |
|                |                |                          |         |            |         |            |  |  |
|                |                |                          | Nombre  | % inscrits | Nombre  | % inscrits |  |  |
| Inscrits       | Inscrits       | Inscrits                 | 173 278 |            | 173 187 |            |  |  |
| Abstentions    | Abstentions    | Abstentions              | 24 296  | 14,02 %    | 18 921  | 10,93 %    |  |  |
| Votants        | Votants        | Votants                  | 148 982 | 85,98 %    | 154 266 | 89,07 %    |  |  |
|                |                |                          |         |            |         |            |  |  |
|                |                |                          |         | % votants  |         | % votants  |  |  |
| Blancs ou nuls | Blancs ou nuls | Blancs ou nuls           | 1 636   | 1,1 %      | 2 435   | 1,58 %     |  |  |
| Exprimés       | Exprimés       | Exprimés                 | 147 346 | 98,9 %     | 151 831 | 98,42 %    |  |  |

### 1969
L'élection présidentielle de 1969 est une élection anticipée à la suite de la démission de De Gaulle. La gauche se lance désunie dans la course et, bien que Duclos (PCF) manque de le devancer, c'est le président par intérim Poher qui accède au second tour face à l'ex-Premier ministre Pompidou. Alors que Duclos refuse d'appeler à voter au second tour pour « bonnet blanc ou blanc bonnet », Pompidou est finalement largement élu.
En Loir-et-Cher, Georges Pompidou arrive en tête du premier tour avec 38,19 % des exprimés, suivi de Alain Poher (31,88 %), Jacques Duclos (20,03 %), Gaston Defferre (4,54 %) et Michel Rocard (3,12 %). Au second tour, les électeurs ont voté à 51,93 % pour Alain Poher contre 48,07 % pour Georges Pompidou avec un taux de participation de 73,39 % des inscrits.
|                | UDR            | Georges Pompidou | 48 999  | 38,19 %    | 54 631  | 48,07 %    |  |  |
|                | CD             | Alain Poher      | 40 902  | 31,88 %    | 59 017  | 51,93 %    |  |  |
|                | PC             | Jacques Duclos   | 25 704  | 20,03 %    |         |            |  |  |
|                | SFIO           | Gaston Defferre  | 5 823   | 4,54 %     |         |            |  |  |
|                | PSU            | Michel Rocard    | 4 003   | 3,12 %     |         |            |  |  |
|                | SE             | Louis Ducatel    | 1 612   | 1,26 %     |         |            |  |  |
|                | LC             | Alain Krivine    | 1 272   | 0,99 %     |         |            |  |  |
|                |                |                  |         |            |         |            |  |  |
|                |                |                  | Nombre  | % inscrits | Nombre  | % inscrits |  |  |
| Inscrits       | Inscrits       | Inscrits         | 165 374 |            | 165 291 |            |  |  |
| Abstentions    | Abstentions    | Abstentions      | 35 177  | 21,27 %    | 43 991  | 26,61 %    |  |  |
| Votants        | Votants        | Votants          | 130 197 | 78,73 %    | 121 300 | 73,39 %    |  |  |
|                |                |                  |         |            |         |            |  |  |
|                |                |                  |         | % votants  |         | % votants  |  |  |
| Blancs ou nuls | Blancs ou nuls | Blancs ou nuls   | 1 882   | 1,45 %     | 7 652   | 6,31 %     |  |  |
| Exprimés       | Exprimés       | Exprimés         | 128 315 | 98,55 %    | 113 648 | 93,69 %    |  |  |

### 1965
L'élection présidentielle de 1965 est la première élection au suffrage universel direct à la suite du référendum d'octobre 1962. De Gaulle est mis en ballottage, à la surprise générale, par Mitterrand, candidat unique de la gauche. La campagne du second tour est axée sur l'Europe et les relations internationales ainsi que sur l'armement nucléaire. De Gaulle est finalement réélu avec une large avance.
En Loir-et-Cher, Charles de Gaulle arrive en tête du premier tour avec 41,53 % des exprimés, suivi de François Mitterrand (31,44 %), Jean Lecanuet (18,45 %), Jean-Louis Tixier-Vignancour (5,42 %) et Pierre Marcilhacy (1,9 %). Au second tour, les électeurs ont voté à 53,14 % pour Charles de Gaulle contre 46,86 % pour François Mitterrand avec un taux de participation de 85,64 % des inscrits.
|                | UNR            | Charles de Gaulle            | 57 029  | 41,53 %    | 71 334  | 53,14 %    |  |  |
|                | CIR            | François Mitterrand          | 43 176  | 31,44 %    | 62 892  | 46,86 %    |  |  |
|                | MRP            | Jean Lecanuet                | 25 335  | 18,45 %    |         |            |  |  |
|                | SE             | Jean-Louis Tixier-Vignancour | 7 438   | 5,42 %     |         |            |  |  |
|                | PLE            | Pierre Marcilhacy            | 2 611   | 1,9 %      |         |            |  |  |
|                | SE             | Marcel Barbu                 | 1 736   | 1,26 %     |         |            |  |  |
|                |                |                              |         |            |         |            |  |  |
|                |                |                              | Nombre  | % inscrits | Nombre  | % inscrits |  |  |
| Inscrits       | Inscrits       | Inscrits                     | 162 485 |            | 162 347 |            |  |  |
| Abstentions    | Abstentions    | Abstentions                  | 23 292  | 14,33 %    | 23 311  | 14,36 %    |  |  |
| Votants        | Votants        | Votants                      | 139 193 | 85,67 %    | 139 036 | 85,64 %    |  |  |
|                |                |                              |         |            |         |            |  |  |
|                |                |                              |         | % votants  |         | % votants  |  |  |
| Blancs ou nuls | Blancs ou nuls | Blancs ou nuls               | 1 868   | 1,34 %     | 4 810   | 3,46 %     |  |  |
| Exprimés       | Exprimés       | Exprimés                     | 137 325 | 98,66 %    | 134 226 | 96,54 %    |  |  |